# Lamborghini Islero
Lamborghini Islero är en sportbil, tillverkad av den italienska biltillverkaren Lamborghini mellan 1968 och 1970.
När Touring gick i konkurs, stod Lamborghini utan karossleverantör. Man nådde då en uppgörelse med Tourings chefsdesigner Mario Marazzi, som i egen regi ritade och byggde en ny kaross runt chassit från 400:n. Bilen, kallad Islero, byggdes i 225 exemplar.
Varianter:
| Modell  | Motor               | Cylindervolym | Effekt | Bränsle                     |
| ------- | ------------------- | ------------- | ------ | --------------------------- |
| 400 GT  | 12-cyl V-motor dohc | 3929 cm³      | 320 hk | 6 st Weber 40DCOE förgasare |
| 400 GTS | 12-cyl V-motor dohc | 3929 cm³      | 350 hk | 6 st Weber 40DCOE förgasare |